# Col de Spandelles
Der Col de Spandelles ist ein 1378 Meter hoher Gebirgspass im französischen Teil der Pyrenäen. Er befindet sich in der Region Okzitanien im Département Hautes-Pyrénées und verbindet das Vallée de l’Ouzom im Westen mit dem Vallée d’Arens im Osten. Die Straße führt über die schmale D602 von Ferrières über den Pass nach Argelès-Gazost.
Parallel zum Col de Spandelles verläuft der besser ausgebaute und bekanntere Col du Soulor (1474 m). Mit dem Col d’Aubisque (1709 m) befindet sich ein weiterer bekannter Pyrenäen-Pass in unmittelbarer Nähe.

## Lage und Streckenführung
Der Col de Spandelles verläuft durch das Massif du Granquet zwischen dem Soum de Granquet (1881 m) im Norden und der Pic de Bazès (1804 m) im Süden.
Über die D126 gelangt man nach Ferrières, wo die Westauffahrt auf der D602 beginnt. Die enge Straße führt über mehrere Kurven (16 Kehren) durch bewaldetes Gebiet auf die Passhöhe. Meist bleibt die Steigung bei rund 8 % wobei auch Kilometerschnitte von über 9 % erreicht werden. Nach sechs gefahrenen Kilometern flacht die Straße etwas ab und führt für einen Kilometer mit 6,6 % bergauf. Im Schnitt liegt die Steigung des 10,3 Kilometer langen Anstiegs bei 8,3 %.
Die Ostauffahrt beginnt in der größeren Ortschaft Argelès-Gazost und führt zunächst über die D102 nach Gez. Hier biegt man links auf die D602 ab und fährt anschließend in Richtung Westen. Auf den ersten sechs Kilometern liegt die durchschnittliche Steigung bei rund 7 %, ehe die Straße für die nächsten sechs Kilometer abflacht. Auf den letzten drei Kilometern nimmt die Steigung wieder zu, wobei sie nicht an die Werte der Westauffahrt herankommt. Im Schnitt liegt die Steigung des 15,3 Kilometer langen Anstiegs bei 5,9 %. Im Gegensatz zur Westauffahrt, verläuft die Ostauffahrt auf großenteils geraden Straßen und beinhaltet kaum scharfe Kurven. Die Waldgrenze wird erst wenige Meter vor der Passhöhe erreicht.

## Radsport
Bereits im Jahr 2012 führte die Route d’Occitanie auf der 3. Etappe über die Westauffahrt des Passes. Der Anstieg führte zu großen Zeitabständen und sicherte damals Nairo Quintana den Gesamtsieg. Im Jahr 2022 stand er erstmals im Programm der Tour de France.

### Tour de France
Trotz seiner Nähe zu bekannten Anstiegen wie dem Col d’Aubisque (1709 m), Col du Soulor (1474 m) und Hautacam (1520 m), wurde der Col de Spandelles bis ins Jahr 2022 nie von der Tour de France befahren. Bei der 109. Austragung des größten Radrennens der Welt tauchte der Pass erstmals im Programm der Rundfahrt auf. Er wurde als vorletzter Anstieg auf der 18. Etappe überquert. Befahren wurde die anspruchsvollere Westseite, die mit einer Bergwertung der 1. Kategorie klassifiziert ist. Aus einer Dreiergruppe des zersprengten Fahrerfeldes kam Wout van Aert als Erster über die Bergwertung.
| Jahr | Etappe     | Bergwertung  | Fahrer        |
| ---- | ---------- | ------------ | ------------- |
| 2022 | 18. Etappe | 1. Kategorie | Wout van Aert |

### Vuelta a España
Ein Jahr nach der Tour de France wurde der Col de Spandelles auch von der Vuelta a España überquert. Er bildete den vorletzten Anstieg der 13. Etappe vor dem Ziel auf dem Col du Tourmalet. Die Westauffahrt war als Anstieg der 1. Kategorie klassifiziert, verbunden mit Bonussekunden für das Gesamtklassement. Der Australier Michael Storer führte über die Passhöhe.
| Jahr | Etappe     | Bergwertung  | Fahrer         |
| ---- | ---------- | ------------ | -------------- |
| 2023 | 13. Etappe | 1. Kategorie | Michael Storer |